# 澤列尼亞爾 (卡盧什區)
48°56′26″N 24°18′21″E / 48.94056°N 24.30583°E
澤列尼亞爾（烏克蘭語：Зелений Яр），是烏克蘭的村落，位於該國西部伊萬諾-弗蘭科夫斯克州，由卡盧什區負責管轄，始建於1991年，面積8.77平方公里，2001年人口176，人口密度每平方公里20.1人。